# Diadegma dinianator
Diadegma dinianator är en stekelart som beskrevs av Aubert 1966. Diadegma dinianator ingår i släktet Diadegma och familjen brokparasitsteklar. Inga underarter finns listade i Catalogue of Life.